# Cinema coreà
El cinema coreà abasta la indústria fílmica de Corea abans de la seva separació, així com la indústria creada després de la divisió al 1950 en Corea del Nord i Corea del Sud.
Aquestes industries culturals han sigut influenciades pels aspectes culturals del país al s. XX, tant per la dinastia de Joseon, la Guerra de Corea i la seva separació. Si bé l'industria cinematografia dels dos països actuals esta consolidada, nomes el cinema sud-coreà ha aconseguit un èxit mundial, ja que el cinema nord-coreà tracta temes patriòtics i no es sol exportar.

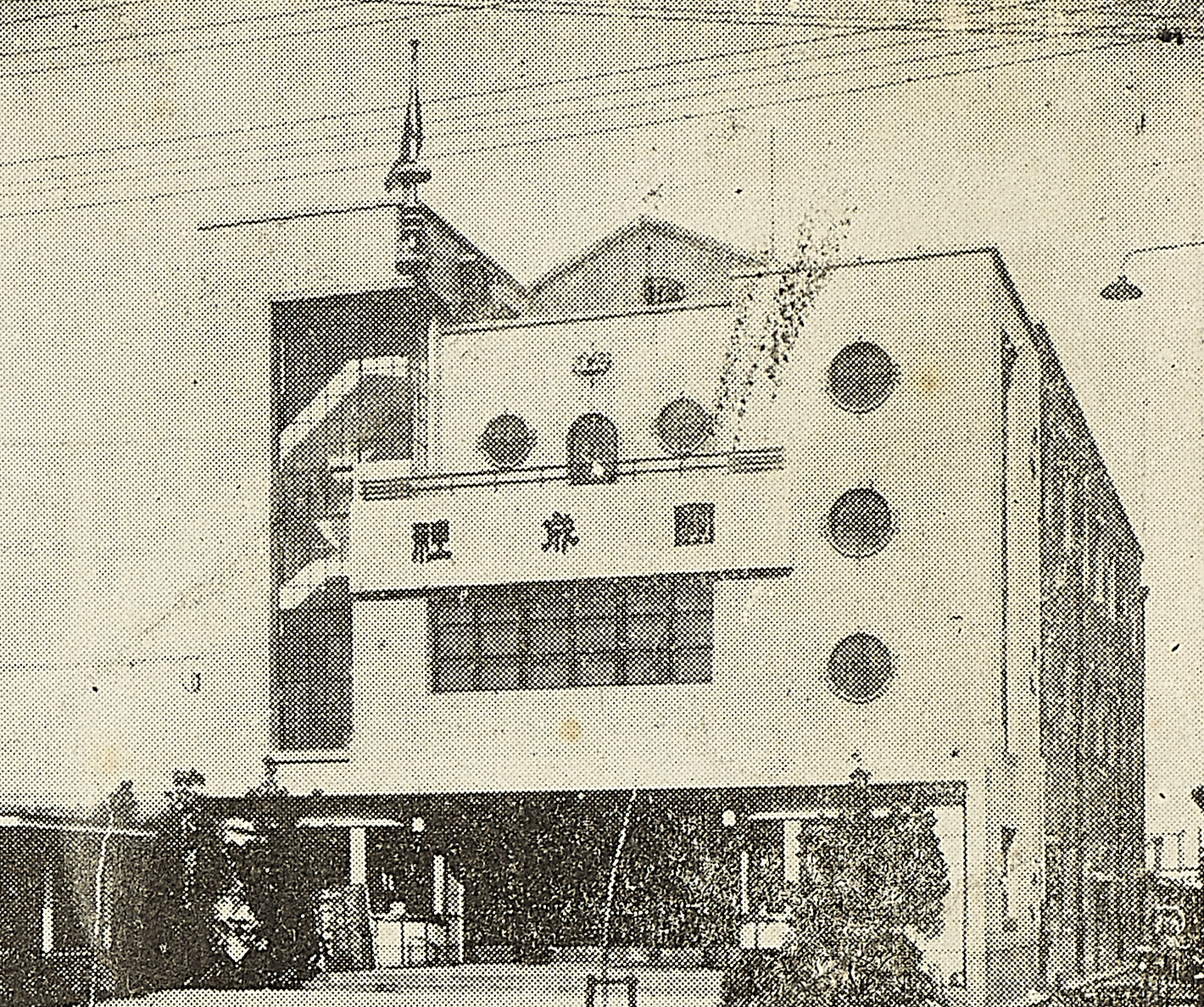
Dansungsa, primera sala de cinema.

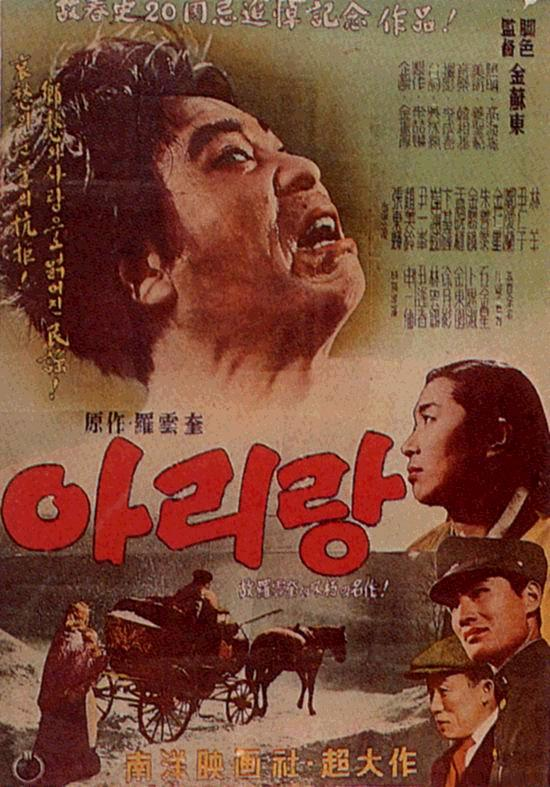
Cartell Arirang

## Fins 1926
El cinema va arribar a Corea, concretament a Jingogae, Bukchon al octubre de 1897 amb la primera projecció amb públic de curtmetratges produïts per Pathe Pictures. La primera sala de cinema a Corea, Dongdaemum Motion Picture Studio, va ser oberta l'any 1903 projectant pel·lícules americanes i europees, y al 1907, abans inclús d'haver-hi producció cinematogràfica nacional, va obrir una altra sala a Seül. Va ser el cap de la companyia Dansung-sa (Samsung) qui va aportar els diners per la primera pel·lícula del país, Loyal Revenge (en Hangul:의리적 구투; Uirijeok Gutu), estrenada el 27 d'octubre del 1919.
La producció posterior es va centrar en documentals o la filmació d'obres teatrals fins que es va estrenar, segons alguns, el primer llargmetratge de Chunhyang-Jeon (Hangul: 춘향전) al 1921. Altres fonts consideren el primer llargmetratge de Corea el de Yun Baek-nam, Ulhaui Mengse ("Amor sota la lluna", 1923).

## Zenit del cinema mut (1926-1930)
Influenciats pel cinema japonès degut la invasió nipona, les pel·lícules mudes eren narrades per les benshis, dones que comentaven l'acció, els diàlegs i el sentit de la pel·lícula en temps real. Eren igual o mes populars que els propis actors i actrius. L'aspecte interessant d'aquest ús de benshis era que quan les autoritats japoneses no eren presents a les sales, les narradores inserien punts satírics o crítics dirigits a l'ocupació del país. Un exemple va ser la pel·lícula Ben Hur del 1927, on mentrestant que les autoritats japoneses no trobaven cap punt de censura, les benshis transmetien que el missatge de repressió cap als jueus era similar als que patien els coreans a mans dels japonesos.

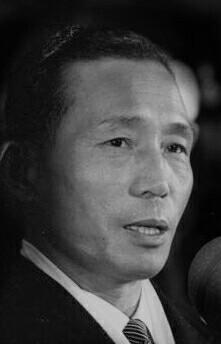
Park Chung-hee

Al 1926 es va estrenar la pel·lícula Arirang (Hangul: 아리랑), un gran èxit que va activar fortament l'industria cinematogràfica coreana durant els finals dels anys 20, per la qual cosa es va denominar “l'època daurada del cinema mut”, on mes de setanta pel·lícules van ser rodades en aquests anys.
Alguns grans èxits d'aquesta època van ser Unguna (풍운아, Persona del destí) (1926), Deuljwi (들쥐, Vola) (1927), Jalitgeola (잘 있거라, Adeu) (1927), Beongeoli Sam-ryong (벙어리 삼룡, Mut Samryong) (1929) i Salangeul chajaseo (사랑을 찾아서, En busca de l'amor) (1929).

## Cinema sonor (1935-1945)
La primera pel·lícula sonora projectada a Corea va ser importada des de Tokio fins a Seul, ja que l'industria coreana no aconseguia un finançament suficient de fons per les seves produccions degut a la invasió del Japó. Aquesta primera pel·lícula va ser Chunhyang-jeon(Lee Myeong-woo).
Després del moviment primer de Març, el govern va utilitzar el cinema com a medi per l'assimilació cultural japonesa dirigida a l'audiència, creant la Unitat de Cine de Corea Colonial per produir i distribuir aquest tipus de propaganda. Amb l'aparició del sonor van desaparèixer les benshis, per tant també l'inconformisme dirigit al Japó i va augmentar la censura en les pel·lícules.

## Divisió de Corea

### Cinema sud-coreà
Després que el Japó es rendís al 1945 y Corea s'alliberés, el tema principal que es tractava a les pel·lícules va ser la llibertat, destacant la pel·lícula “Visca la llibertat” que es va convertir en el principal film de l'època. Durant el que va durar la guerra civil, de 1950 a 1955 només es van crear un total de 14 pel·lícules.
Al 1953 el president de Corea del Sud Syngman Rhee va tractar de revitalitzar el cinema amb una exempció d'impostos, amb la qual cosa es va incrementar durant tota la dècada dels 50 la quantitat de pel·lícules produïdes, arribant a 111 pel·lícules anuals cap a 1959 i gaudint de gran llibertat creadora.
Amb l'ascensió al poder del president Park Chung Hee al 1962 es va augmentar el control del govern sobre l'industria cinematogràfica amb la Llei del Cinema establerta al 1963, on el nombre de pel·lícules produïdes i importades es van limitar amb cotes. Tot i aquestes mesures governamentals, el públic seguia acudint al cinema i es va establir el Grand Bell Awards al 1962, que ha sigut símbol d'excel·lència en el cinema de Corea del Sud.
A la dècada dels 70 la censura del govern va arribar al seu punt de màxima censura, creant el període que es coneix com “l'hivern en les pel·lícules sud-coreanes”.EL president Park Chung-hee va establir la llei anomenada Restauració Yusin on el govern vigilava principalment que les pel·lícules produïdes no recolzessin el sistema comunista de Corea del Nord i que els treballadors apareguts as la “llista negra” fossin arrestats.
L'abril del 1973 es va crear la MPPC (Associació de Promoció de Corea de la Motion Picture Corporation” que oficialment tenia l'objectiu de fomentar les pel·lícules nacionals però es va crear amb la intenció de controlar l'industria i que els directors creessin pel·lícules políticament correctes sota els ideals del govern. Aquestes pel·lícules de propaganda van ser impopulars entre l'audiència, que es va sumar amb l'aparició de la televisió, amb la qual cosa va baixar en picat l'assistència al cinema.
Al 12 de desembre de 1979 va ser assassinat el president Park Chung-hee durant un cop militar, amb la qual cosa es va reduir la censura i durant els 80 es va donar mes llibertat d'expressió als escriptors i directors, fent que el cinema sud-coreà arribes al mercat mundial, com per exemple la pel·lícula del director Im Kwon-taek i la seva pel·lícula Mandala que va guanyar el Festival de Cinema Hawuaia.

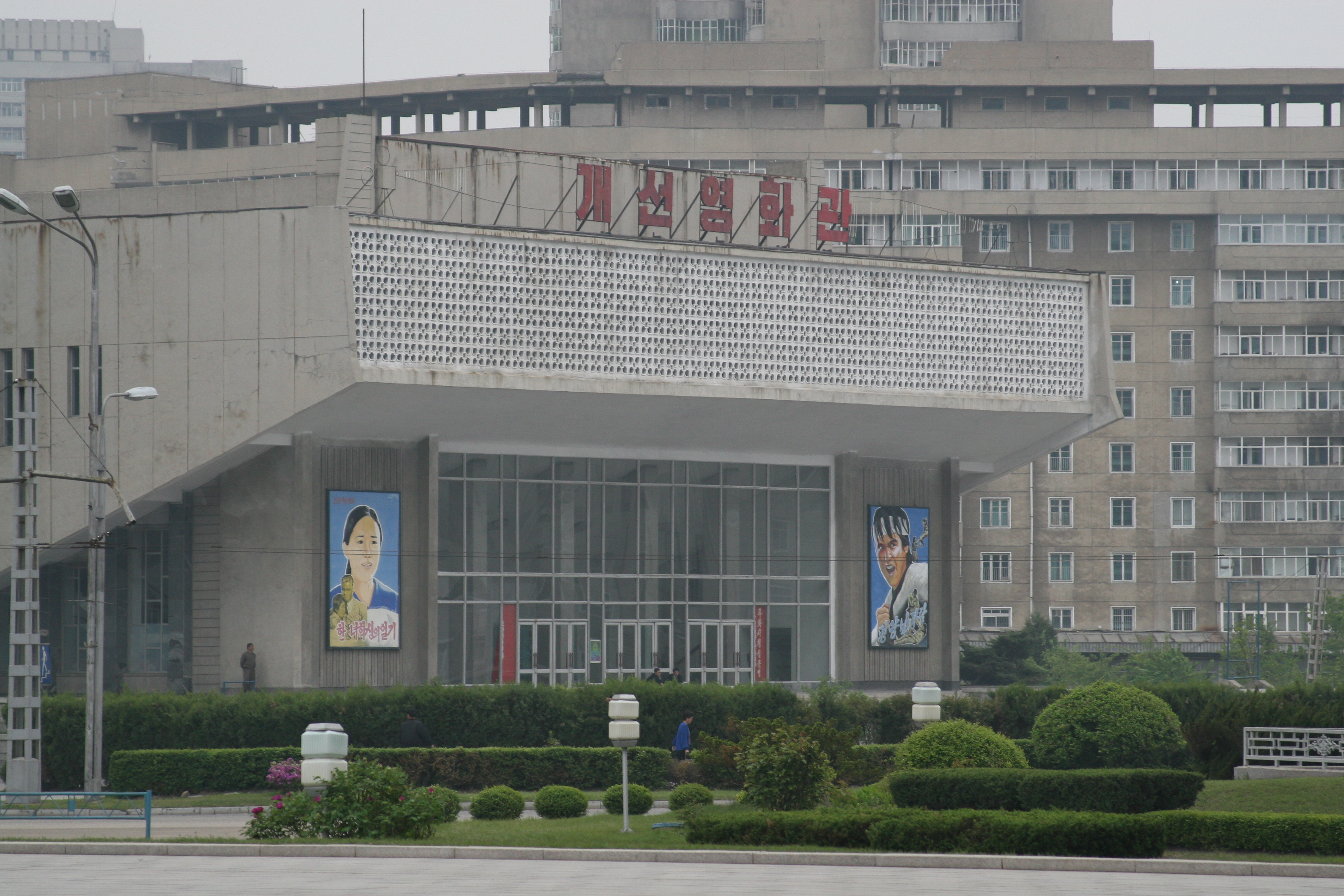
Cinema a Pyongyang

#### De 1997 fins ara
A la dècada de 1990 es van establir unes lleis on es fixaven un nombre màxim de pel·lícules internacionals que es podien exhibir als cinemes per any juntament amb un impuls econòmic per part de les empreses més grans nacionals dirigit a l'industria cinematogràfica. (23) D'aquesta manera és obligatori que els cinemes projectin pel·lícules nacionals durant un mínim de 73 dies a l'any.
La primera pel·lícula sud-coreana en obtenir èxit internacional va ser Oasis de Lee Chang-Dong que va obtenir un premi al Festival de Cinema de Venècia. A partir del 2004 la assistència de l'audiència a les pel·lícules nacionals va augmentar exponencialment, arribant a superar la taquilla nacional a l'internacional.
Altre gran pel·lícula que es va convertir en un èxit mundial va ser OldBoy de Park Chan-wookm, guanyadora del premi del jurat del Festival de Cinema de Cannes (25) i el seu director es va convertir en referència mundial. Sorgit en aquesta última dècada també destaca Kim Ki-duk, creador d'obres com “Samaritan Girl”, guanyadora del 54º festival de Cinema de Berlí o “Hierro3”, guanyadora del Festival de Cinema de Venècia.

### Corea del Nord
Des de 1947 la principal productora de cinema a Nord Corea és Korean Film Studio, als afores de Pyeongyang isegons un reportatge de 1992, aquesta productora produeix uns 40 pel·lícules a l'any.
El líder nord-coreà Kim Il-sung creia en la màxima de Lenin de que el cinema és la més important de totes les arts, per la qual cosa el govern va aprofitar les pel·lícules com a propaganda per accentuar el patriotisme al país.
Degut al secretisme al voltat de Corea de Nord és difícil determinar el nombre exacte de pel·lícules produïdes, encara que la BBC va indicar que cap al 2001 Corea del Nord produïa una mitjana de 60 pel·lícules per any. Tot i la informació difosa sobre el nombre de pel·lícules per any, Johannes Schönherr va assistir al Festival de Cinema de Pyeongyang al 2000 y va trobar poca evidencia de títols reals.